# شهرستان پولک (اورگن)
شهرستان پولک، اورگن (به انگلیسی: Polk County, Oregon) شهرستانی در ایالات متحده آمریکا است که در اورگن واقع شده‌است.

## خصوصیات
شهرستان پولک ۱٬۹۲۶٫۹۶ کیلومترمربع مساحت دارد.